# Урянхайський край
Урянхайський край (рос. Урянхайский край, спрощ.: 唐努乌梁海; кит. трад.: 唐努烏梁海; піньїнь: Tángnǔ Wūliánghǎi) — російська назва Туви в 1914-1921. До 1912 перебувала під владою маньчжурської династії Цин (правила Китаєм) під управлінням Китайської палати зовнішніх зносин і носила назву «Танну-Урянхай».
Після Синьхайської революції в Китаї в 1912-1913 тувинські нойони (амбин-нойон Комбо-Доржо, Чамзи Хамбо-лама, нойон Даа-хошуну Буян-Бадирги тощо) кілька разів зверталися до царського уряду з проханням прийняти Туву під протекторат Російської імперії.
4 (17) квітня 1914 імператор Микола II на доповідній записці міністра закордонних справ С. Д. Сазонова з питання про прийняття населення п'яти хошунів Урянхайського краю під російське заступництво накреслив: «Згоден», що означало встановлення протекторату Росії над Тувою. Край було включено до складу Єнісейської губернії з передачею ведення в Туві політичних і дипломатичних справ Іркутському генерал-губернатору.
В адміністративному відношенні Урянхайський край ділився на 7 хошунів: Бейсе, Даа, Маадія, Оюннарський, Салчакський, Тоджинський і Чооду.
У 1921 проголошена Народна Республіка Танну-Тува, з 1926 вона стала називатися Тувинська Народна Республіка.
У 1944 республіка включена в РРФСР як Тувинська автономна область, в 1961 перетворена в Тувинську АРСР, з 1991 — Республіка Тува, з 1993 — Республіка Тива.
Республіка Китай (Тайвань) оскаржує приналежність Урянхайського краю до Росії та включає її до свого складу.